# Championnats du monde de beach-volley 2017
Navigation
La Haye 2015 Hambourg 2019
Les Championnats du monde de beach-volley 2017 se déroulent du 28 juillet 2017 au 6 août 2017 à Vienne, en Autriche.

## Médaillés
| Épreuve   | Or                                         | Argent                                      | Bronze                                         |
| --------- | ------------------------------------------ | ------------------------------------------- | ---------------------------------------------- |
| Messieurs | Evandro Oliveira et André Stein Brésil     | Clemens Doppler et Alexander Horst Autriche | Viacheslav Krasilnikov et Nikita Liamin Russie |
| Dames     | Laura Ludwig et Kira Walkenhorst Allemagne | April Ross et Lauren Fendrick États-Unis    | Larissa França et Talita Antunes Brésil        |